# Ензо Тесік
Ензо Тесік (фр. Enzo Tesic, 7 січня 2000) — французький плавець.
Учасник Олімпійських Ігор 2020 року, де в естафеті 4x200 метрів вільним стилем його збірна посіла 11-те місце і не потрапила до фіналу.